# Timothy Hutton
Timothy Hutton, född 16 augusti 1960 i Malibu, Kalifornien, är en amerikansk skådespelare. Hutton är mest berömd för filmen En familj som andra från 1980 och som gav honom en Oscar för bästa biroll.
Hutton är son till skådespelaren Jim Hutton. När Timothy Hutton mottog sin Oscar 1981 tillägnade han den sin far, som hade avlidit 1979.

## Filmografi i urval
- 1965 – Never Too Late
- 1978 – Zuma Beach (TV-film)
- 1979 – Friendly Fire (TV-film)
- 1979 – The Best Place to Be (TV-film)
- 1979 – And Baby Makes Six (TV-film)
- 1979 – Young Love, First Love (TV-film)
- 1980 – The Oldest Living Graduate (TV-film)
- 1980 – Sultan and the Rock Star (TV-film)
- 1980 – En familj som andra
- 1980 – Father Figure (TV-film)
- 1981 – Teenage Suicide: Don't Try It! (röst)
- 1981 – A Long Way Home (TV-film)
- 1981 – Tapto
- 1983 – Daniel
- 1984 – Iceman
- 1985 – Falken och snömannen
- 1985 – Turk 182!
- 1987 – Made in Heaven
- 1988 – Ödets vindar
- 1988 – Förrådd
- 1988 – Everybody's All-American
- 1989 – Torrents of Spring
- 1990 – Dödligt protokoll
- 1991 – Strangers
- 1993 – Temp - Vikarien
- 1993 – The Dark Half
- 1993 – Zelda (TV-film)
- 1995 – French Kiss
- 1995 – Sista ordet
- 1996 – Beautiful Girls
- 1996 – Mr. & Mrs. Loving (TV-film)
- 1996 – Plågad av skuld
- 1997 – City of Industry
- 1997 – Playing God
- 1997 – Dead by Midnight (TV-film)
- 1998 – Aldrich Ames: Förrädaren (TV-film)
- 1998 – Vig
- 1998 – Generalens dotter
- 1999 – Deterrence
- 2000 – The Golden Spiders: A Nero Wolfe Mystery (TV-film)
- 2000 – Mördande avsikt (TV-film)
- 2000 – Just One Night
- 2001 – WW 3 (TV-film)
- 2001-2002 - Nero Wolfe (TV-serie)
- 2002 – Sunshine State
- 2004 – Secret Window
- 2004 – 5ive Days to Midnight (TV-film)
- 2004 – Kinsey
- 2005 – Heavens Fall
- 2005 – Turning Green
- 2006 – Last Holiday
- 2006 – Stephanie Daley
- 2006 – Avenger (TV-film)
- 2006 – The Kovak Box
- 2006-2007 - Kidnapped (TV-serie)
- 2006 – Off the Black
- 2006 – When a Man Falls in the Forest
- 2006 – Den innersta kretsen
- 2007 – The Last Mimzy
- 2008–2012 – Leverage (TV-serie)